# ヨラム (イスラエル王)
ヨラム（ヘブライ語: יְהוֹרָם Yəhōrām）は、北イスラエル王国の第9代の王。アハブ王の第2子で、オムリ王朝最後の王である。同時期にユダの王であった同名のヨラムは義理の兄弟である（本項ヨラムの姉妹アタルヤがユダの王ヨラムと結婚）。名前はヘブライ語で「ヤハウェが高める」という意味。

## 生涯
兄アハズヤが男子なくて死んだので、その跡を継いだ。
即位年と在位期間は『列王記（下）』第1章17節では「ユダのヨシャファトの子ヨラム在位2年目に即位（在位期間は不明）」第3章1節では「ユダのヨシャファトの在位18年目に王となり、12年間治めた。」とあるが、これは寝込んでいた兄の代理として共同王だった期間があって重複しているため（また、ユダのヨラムも父と共同王時代があった。）と考えられる。
彼は父が造ったバアルの石の柱を取り除いたが、ヤロブアムと同じく偶像礼拝をしていた。
アハブの死後、オムリの時代からイスラエルに支配されていたモアブ王のメシャが反乱を起こしたヨラムはユダの王ヨシャファトとその支配下にいたエドムの王に援軍を得て連合軍を作りエドム側（荒野）からモアブに向かった。しかし道中飲み水が不足してしまい、預言者エリシャに頼んだところ水と勝利を得られる預言を聞かされ、実際に言われたとおりに堀を掘ったところ、翌朝水がエドム側から流れてきてたっぷりたまったうえその水に太陽が赤く映り、モアブ軍は連合軍が同士討ちをした血の色と勘違いしてイスラエルの陣営に攻め上ったところ健在だったイスラエル軍に撃退され、いくつもの街などを破壊され本城まで追いつめられた。モアブの王は包囲網の突破に失敗して最後の手段として長男を城壁の上で生贄にしたところ、イスラエル軍に大変な憤り（具体的に何が起きたのかは不明）が襲い掛かり連合軍側が撤退する羽目になった。
預言者エリシャの預言の故に、ヨラムはアラムからの侵入を受けることがなかった。しかし、ベン・ハダデがアラムの王になった時に、イスラエルに侵攻して首都サマリヤを包囲し、イスラエルは篭城になり飢餓に陥った。この時ヨラムは預言者エリシャの言葉を信頼しなかった。
ヨラムはアラムの王ハザエルと戦っていた時に傷を受け、それを癒すためにイズレエルに帰ってきた。ヨシャファトの子イエフは預言者の言葉によって自分が王となることを聞いて、ヨラムを弓で殺してしまった。ヨラムの遺骸は、イズレエル人ナボデの所有地の畑に投げ捨てられた。こうしてオムリ王朝は終わり、イエフ王朝が始まった。
この後にハザエルが立てたとされるテル・ダン石碑では、若干ヨラムの最期が異なりヨラムは彼の攻撃で「負傷」ではなく「死んでしまった」とされている。